# Shanli, Anhui
Shanli är en köping i östra Kina. Den ligger i Qimen härad i staden Huangshan i provinsen Anhui, omkring 220 kilometer söder om provinshuvudstaden Hefei. Antalet invånare är 8 764. Befolkningen består av 4 005 kvinnor och 4 759 män. Barn under 15 år utgör 15,0 %, vuxna 15-64 år 75 %, och äldre över 65 år 9,0 %.